# 前田孝中
前田 孝中（まえだ たかなか、天保10年12月6日（1840年1月10日） - 安政4年2月29日（1857年3月24日））は、加賀藩重臣。加賀八家前田対馬守家第12代当主。
父は加賀藩年寄前田孝本。養子は前田孝敬。幼名菊丸。通称菊之丞、大炊。

## 生涯
天保10年（1839年）12月6日、加賀藩年寄前田孝本の次男として生まれる。安政3年（1856年）、父の死去により家督と知行1万8000石を相続する。
翌安政4年（1857年）2月29日死去。享年19。家督は、分家前田孝備の嫡男孝敬が末期養子となって相続した。